# Tanja Klip-Martin
Tanja Klip-Martin (Rotterdam, 30 maart 1954) is een Nederlands politica en bestuurster. Namens de VVD is ze sinds 12 juli 2016 Eerste Kamerlid, vanaf 1 januari 2025 als fractievoorzitter. 

## Loopbaan

### Maatschappelijke carrière
Klip-Martin ging van 1966 tot 1972 naar het gymnasium-β aan het Christelijk Lyceum Delft. Daarna studeerde ze vanaf 1972 kunstgeschiedenis en archeologie aan de Rijksuniversiteit Leiden, waar ze in 1980 cum laude afstudeerde. 
Na haar studie werkte Klip-Martin van augustus 1980 tot oktober 1984 als conservator bij het Noord-Brabants Museum en was vervolgens van 1984 tot 2002 actief als freelance kunsthistorica.
Op 1 juli 2022 werd Klip-Martin eigenaar van WijsBestuur, een organisatieadviesbureau waaruit zij bestuurlijk advies geeft aan organisaties, overheden en bestuurders. Daarnaast vervulde ze ook diverse nevenfuncties.  

### Politieke carrière
Klip-Martin begon politieke carrière in Coevorden, waar ze namens de VVD van januari 1998 tot april 2002 gemeenteraadslid was en van april 2002 tot februari 2005 wethouder was van onder meer welzijn, onderwijs, kunst & cultuur en sport.
Van februari 2005 tot maart 2013 was Klip-Martin gedeputeerde van Drenthe, waar ze onder meer belast was met bodem & ondergrond, lucht, milieu, ontgrondingen, water & waterschappen, klimaat & energie, cultuur en personeel & organisatie. In die rol was ze eveneens president-commissaris van de Waterleidingmaatschappij Drenthe.
Van 1 maart 2013 tot 1 januari 2021 was Klip-Martin dijkgraaf van waterschap Vallei en Veluwe. Ze zou aanvankelijk aanblijven tot 1 augustus 2020, maar wegens de coronacrisis bleef zij aan tot 1 januari 2021.
Op 12 juli 2016 volgde Klip-Martin Ben Swagerman op als Eerste Kamerlid. In de Eerste Kamer was zij namens de VVD woordvoerder op het gebied van onder meer cultuur, ruimtelijke ontwikkeling (Omgevingswet), milieu, duurzame energie, water, bodem en stikstof. Op 1 januari 2025 volgde ze Edith Schippers op als fractievoorzitter van de VVD-Eerste Kamerfractie.

## Privéleven
Klip-Martin is gehuwd en moeder van drie zonen. In 2021 verhuisde ze van Dalen naar Hilvarenbeek.

## Onderscheidingen
- Mr. J.W. Frederiksprijs (Vereniging van Nederlandse Kunsthistorici), 1981.[8]
- Ridder in de Orde van Oranje-Nassau, 26 april 2021.

Pim van Ballekom · Jan Anthonie Bruijn · Marian Kaljouw · Tanja Klip-Martin · Marjolein van der Linden · Henk Jan Meijer · Koen Petersen · Cees van de Sanden · Karin Straus · Rian Vogels
Theo Bovens (CDA) · 
Johan Dessing (FVD) · 
Auke van der Goot (OPNL) · 
Alexander van Hattem (PVV) · 
Tineke Huizinga (CU) · 
Rik Janssen (SP) · 
Eric Kemperman (Fractie-Kemperman) · 
Tanja Klip-Martin (VVD) · 
Ilona Lagas (BBB) · 
Paul van Meenen (D66) · 
Annabel Nanninga (JA21) · 
Gaby Perin-Gopie (Volt) · 
Martin van Rooijen (50+) · 
Paul Rosenmöller (GL-PvdA) · 
Peter Schalk (SGP) · 
Ingrid Visseren-Hamakers (PvdD)
- Parlement.com: vjs2mkdl6ohv